# Mahjong Titans
Mahjong Titans（マージャン タイタン）は、Windows VistaとWindows 7のHome Premium以上に搭載されているオベロン・メディアが開発したコンピュータゲームである。Windows 8以降には搭載されなかったが、後継の「Microsoft Mahjong」がMicrosoft Storeにて無料で提供されている他、Web上でダウンロードせずにプレイする事もできる。

## 概要
麻雀牌を使った「上海」と同様のソリティア（一人遊び）のゲームである。
プレイヤーは6種類ある麻雀牌の配置の山(亀、龍、猫、要塞、カニ、クモ)から一つを選ぶ。その後、麻雀牌の山から牌を取り除いていく。同じ柄の牌を一組クリックすることで牌を消すことができる。消せる牌は山の一番上にある牌に限られる。牌の下にある牌はブロックされた牌となり、消すことができない。牌をすべて消せばゲームクリアとなる。